# Phong Vân (Hanoi)
Phong Vân is een xã in het district Ba Vì, een van de districten in de Vietnamese hoofdstad met provincierechten Hanoi. Phong Vân heeft ruim 6000 inwoners op een oppervlakte van 4,81 km².

## Geografie en topografie
Phong Vân ligt op de oostelijke oever van de Đà, een rivier, die stroomt vanaf het Hòa Bìnhmeer in Hòa Bình naar het noorden om ter hoogte van Phong Vân in de Rode Rivier te stromen.
Aangrenzende xã's zijn Vĩnh Lại, Hồng Đà, Cổ Đô, Phú Đông en Thái Hòa. In het westen grenst Phong Vân aan de huyện Tam Nông en Lâm Thao.

## Verkeer en vervoer
Een belangrijke verkeersaders is de tỉnh lộ 411. Deze verbindt verbindt Tòng Bạt met Cổ Đô.